# エチオピア航空708便ハイジャック事件
エチオピア航空708便ハイジャック事件（エチオピアこうくう708びんハイジャックじけん）は、1972年12月8日にエチオピア帝国で発生したハイジャック事件。
ハイレ・セラシエ1世国際空港からパリ＝シャルル・ド・ゴール空港へ向かっていたエチオピア航空708便（ボーイング720-060B）が飛行中にハイジャック未遂に遭い、機内で銃撃戦が発生した。犯人はエリトリア解放戦線の7人で、機内で行われた銃撃戦により6人が死亡、1人は病院へ搬送後に死亡した。

## 事件の経緯
708便は、エチオピア首都アディスアベバからアスマラ、アテネ、ローマを経由してパリへ向かう国際定期便だった。離陸の13分後、708便が高度29,000フィート (8,800 m)を巡航中、エリトリア解放戦線の7人がファーストクラスの間仕切り付近に立ち、ハイジャックを宣言し、アムハラ語で指示を出した。このとき、ハイジャック犯らが銃を持っていたため、同乗していた警備員が男に飛びかかり応戦したが、もみ合いの中で手りゅう弾のピンが抜けて爆発寸前となった。乗客の1人が機転をきかせて人の居ない方へ投げ込んだため奇跡的に死者は出なかったが、爆発により機体には6インチ (150 mm)の穴が開いた。これにより、昇降舵と方向舵、及びエンジン2基の制御に問題が発生した。パイロットはハイレ・セラシエ1世国際空港へ引き返し、緊急着陸を行った。
機内で行われた犯人と警備員らの間で銃撃戦により、犯人6人が機内で射殺され、1人が病院へ搬送後死亡した。また、乗客5人と警備員2人、客室乗務員2人の合計9人が負傷した。